# Campylaspis submersa
Campylaspis submersa är en kräftdjursart som beskrevs av Jones 1974. Campylaspis submersa ingår i släktet Campylaspis och familjen Nannastacidae. Inga underarter finns listade i Catalogue of Life.